# Interlands Zwitsers voetbalelftal 1905-1919
Deze pagina toont een gedetailleerd overzicht van de interlands die het Zwitsers voetbalelftal heeft gespeeld in de periode 1905 – 1919.

## Interlands

### 1905
|                                                                           |                   |       |             |                                                                             |
| 12 februari Vriendschappelijk № 1 «onderlinge duels» 15:30 uur (UTC+0:09) | Frankrijk         | 1 – 0 | Zwitserland | Parc des Princes, Parijs Toeschouwers: 500 Scheidsrechter: John Lewis (ENG) |
| 12 februari Vriendschappelijk № 1 «onderlinge duels» 15:30 uur (UTC+0:09) | Gaston Cyprès 60' |       |             | Parc des Princes, Parijs Toeschouwers: 500 Scheidsrechter: John Lewis (ENG) |

### 1908
|                                                                    |                   |       |                                        |                                                                                 |
| 8 maart Vriendschappelijk № 2 «onderlinge duels» 15:00 uur (UTC+1) | Zwitserland       | 1 – 2 | Frankrijk                              | Parc des Sports, Genève Toeschouwers: 3.500 Scheidsrechter: Henry Devitte (SUI) |
| 8 maart Vriendschappelijk № 2 «onderlinge duels» 15:00 uur (UTC+1) | Adolf Frenken 41' |       | 60' Émile Sartorius 70' André François | Parc des Sports, Genève Toeschouwers: 3.500 Scheidsrechter: Henry Devitte (SUI) |

|                                                                    |                                                                           |       |                                         |                                                                                |
| 5 april Vriendschappelijk № 3 «onderlinge duels» 15:00 uur (UTC+1) | Zwitserland                                                               | 5 – 3 | Duitsland                               | Stadion Landhof, Bazel Toeschouwers: 3.500 Scheidsrechter: Henry Devitte (SUI) |
| 5 april Vriendschappelijk № 3 «onderlinge duels» 15:00 uur (UTC+1) | Hans Kämpfer 21', 89' Ernst Jordan 28' (e.d.) Siegfried Pfeiffer 32', 57' |       | 6', 69' Fritz Becker 52' Fritz Förderer | Stadion Landhof, Bazel Toeschouwers: 3.500 Scheidsrechter: Henry Devitte (SUI) |

### 1909
|                                                                    |                |       |             |                                                                                    |
| 4 april Vriendschappelijk № 4 «onderlinge duels» 15:30 uur (UTC+1) | Duitsland      | 1 – 0 | Zwitserland | Telegrafenkaserne, Karlsruhe Toeschouwers: 7.000 Scheidsrechter: Albert Sohn (GER) |
| 4 april Vriendschappelijk № 4 «onderlinge duels» 15:30 uur (UTC+1) | Eugen Kipp 25' |       |             | Telegrafenkaserne, Karlsruhe Toeschouwers: 7.000 Scheidsrechter: Albert Sohn (GER) |

|                                                                   |             |       |          |                                                                                |
| 20 mei Vriendschappelijk № 5 «onderlinge duels» 15:30 uur (UTC+1) | Zwitserland | 0 – 9 | Engeland | Stadion Landhof, Bazel Toeschouwers: 3.500 Scheidsrechter: Henry Devitte (SUI) |
| 20 mei Vriendschappelijk № 5 «onderlinge duels» 15:30 uur (UTC+1) |             | ?     |          | Stadion Landhof, Bazel Toeschouwers: 3.500 Scheidsrechter: Henry Devitte (SUI) |

### 1910
|                                                                    |                                       |       |                                      |                                                                                |
| 3 april Vriendschappelijk № 6 «onderlinge duels» 15:00 uur (UTC+1) | Zwitserland                           | 2 – 3 | Duitsland                            | Stadion Landhof, Bazel Toeschouwers: 5.000 Scheidsrechter: Henry Devitte (SUI) |
| 3 april Vriendschappelijk № 6 «onderlinge duels» 15:00 uur (UTC+1) | Heinrich Müller 35' Marcel Renand 58' |       | 8' Marius Hiller 55', 85' Eugen Kipp | Stadion Landhof, Bazel Toeschouwers: 5.000 Scheidsrechter: Henry Devitte (SUI) |

|                                                                  |          |       |                  |                                                                                       |
| 9 april Vriendschappelijk № 7 «onderlinge duels» 15:30 uur (UTC) | Engeland | 6 – 1 | Zwitserland      | Royal Park Ground, Londen Toeschouwers: 5.000 Scheidsrechter: Joseph Brauburger (BEL) |
| 9 april Vriendschappelijk № 7 «onderlinge duels» 15:30 uur (UTC) | ?        |       | 80' Henri Sydler | Royal Park Ground, Londen Toeschouwers: 5.000 Scheidsrechter: Joseph Brauburger (BEL) |

### 1911
|                                                                      |                                 |       |           |                                                                                     |
| 8 januari Vriendschappelijk № 8 «onderlinge duels» 15:00 uur (UTC+1) | Zwitserland                     | 2 – 0 | Hongarije | Velorennbahn Hardau, Zürich Toeschouwers: 3.000 Scheidsrechter: Henry Devitte (ZWI) |
| 8 januari Vriendschappelijk № 8 «onderlinge duels» 15:00 uur (UTC+1) | Pierre Collet 54' Paul Wyss 71' |       |           | Velorennbahn Hardau, Zürich Toeschouwers: 3.000 Scheidsrechter: Henry Devitte (ZWI) |

|                                                                     | |       |                                   |                                                                                    |
| 26 maart Vriendschappelijk № 9 «onderlinge duels» 15:30 uur (UTC+1) | Duitsland                                                                                           | 6 – 2 | Zwitserland                       | Kickers Stadion, Stuttgart Toeschouwers: 8.000 Scheidsrechter: Hubert Istace (BEL) |
| 26 maart Vriendschappelijk № 9 «onderlinge duels» 15:30 uur (UTC+1) | Gottfried Fuchs 35' Max Breunig 43' (pen.) Eugen Kipp 71' Fritz Förderer 78', 88' Max Gablonsky 90' |       | 52' Ernst Weiss 80' Pierre Collet | Kickers Stadion, Stuttgart Toeschouwers: 8.000 Scheidsrechter: Hubert Istace (BEL) |

|                                                                      |                                                           |       |                                   |                                                                                      |
| 23 april Vriendschappelijk № 10 «onderlinge duels» 15:00 uur (UTC+1) | Zwitserland                                               | 5 – 2 | Frankrijk                         | Stade des Charmilles, Genève Toeschouwers: 4.000 Scheidsrechter: Henry Devitte (ZWI) |
| 23 april Vriendschappelijk № 10 «onderlinge duels» 15:00 uur (UTC+1) | Edouard Sydler 5' Ernst Rubli 22', 26' Paul Wyss 31', 57' |       | 69' Louis Mesnier 70' Eugène Maës | Stade des Charmilles, Genève Toeschouwers: 4.000 Scheidsrechter: Henry Devitte (ZWI) |

|                                                               |                                        |       |                                    |                                                                              |
| 7 mei Vriendschappelijk № 11 «onderlinge duels» 15:30 (UTC+1) | Italië                                 | 2 – 2 | Zwitserland                        | Arena Civica, Milaan Toeschouwers: 4.000 Scheidsrechter: Harry Goodley (ENG) |
| 7 mei Vriendschappelijk № 11 «onderlinge duels» 15:30 (UTC+1) | Gustavo Carrer 33' Arturo Boiocchi 74' |       | 40' Emil Hasler 65' Edouard Sydler | Arena Civica, Milaan Toeschouwers: 4.000 Scheidsrechter: Harry Goodley (ENG) |

|                                                                |                                                  |       |        |                                                                                           |
| 21 mei Vriendschappelijk № 12 «onderlinge duels» 15:00 (UTC+1) | Zwitserland                                      | 3 – 0 | Italië | Parc des Sports, La Chaux-de-Fonds Toeschouwers: 3.500 Scheidsrechter: Oscar Ledène (BEL) |
| 21 mei Vriendschappelijk № 12 «onderlinge duels» 15:00 (UTC+1) | Paul Wyss 1' Henri Sydler 37' Edouard Sydler 85' |       |        | Parc des Sports, La Chaux-de-Fonds Toeschouwers: 3.500 Scheidsrechter: Oscar Ledène (BEL) |

|                                                                    |               |       |          |                                                                          |
| 25 mei Vriendschappelijk № 13 «onderlinge duels» 15:00 uur (UTC+1) | Zwitserland   | 1 – 4 | Engeland | Spitalacker, Bern Toeschouwers: 7.000 Scheidsrechter: Willi Langer (GER) |
| 25 mei Vriendschappelijk № 13 «onderlinge duels» 15:00 uur (UTC+1) | Paul Wyss 65' |       | ?        | Spitalacker, Bern Toeschouwers: 7.000 Scheidsrechter: Willi Langer (GER) |

|                                                                        |                                                                                 |       |             |                                                                                        |
| 29 oktober Vriendschappelijk № 14 «onderlinge duels» 15:00 uur (UTC+1) | Hongarije                                                                       | 9 – 0 | Zwitserland | Millenáris Sporttelep, Boedapest Toeschouwers: 15.000 Scheidsrechter: Hugo Meisl (AUT) |
| 29 oktober Vriendschappelijk № 14 «onderlinge duels» 15:00 uur (UTC+1) | Gyula Bíró 1' Károly Koródy 5', 26' Imre Schlosser 18', 56', 62', 79', 83', 85' |       |             | Millenáris Sporttelep, Boedapest Toeschouwers: 15.000 Scheidsrechter: Hugo Meisl (AUT) |

### 1912
|                                                                       |                                                                              |       |               |                                                                                             |
| 18 februari Vriendschappelijk № 15 «onderlinge duels» 14:30 uur (UTC) | Frankrijk                                                                    | 4 – 1 | Zwitserland   | Stade Bauer, Saint-Ouen-sur-Seine Toeschouwers: 2.626 Scheidsrechter: Charles Barette (BEL) |
| 18 februari Vriendschappelijk № 15 «onderlinge duels» 14:30 uur (UTC) | Louis Mesnier 50' Marcel Triboulet 60' Eugène Maës 70' Henri Vialmonteil 83' |       | 86' Paul Wyss | Stade Bauer, Saint-Ouen-sur-Seine Toeschouwers: 2.626 Scheidsrechter: Charles Barette (BEL) |

|                                                                       |                                                                                              |       |                                      |                                                                                        |
| 20 februari Vriendschappelijk № 16 «onderlinge duels» 14:30 uur (UTC) | België                                                                                       | 9 – 2 | Zwitserland                          | Stadion Broodstraat, Antwerpen Toeschouwers: 3.000 Scheidsrechter: Paul Schröder (GER) |
| 20 februari Vriendschappelijk № 16 «onderlinge duels» 14:30 uur (UTC) | Jean van Cant 4', 11' Louis Saeys 22', 41', 67' Alphonse Six 39', 42' Robert Deveen 80', 83' |       | 61' (pen.) Ernst Weiss 77' Paul Wyss | Stadion Broodstraat, Antwerpen Toeschouwers: 3.000 Scheidsrechter: Paul Schröder (GER) |

|                                                 |                 |       |                                     |                                                                                 |
| 5 mei Vriendschappelijk № 17 «onderlinge duels» | Zwitserland     | 1 – 2 | Duitsland                           | Espenmoos, Sankt Gallen Toeschouwers: 5.200 Scheidsrechter: Henry Devitte (ZWI) |
| 5 mei Vriendschappelijk № 17 «onderlinge duels» | Ernst Weiss 43' |       | 61' Eugen Kipp 9' Heinrich Mechling | Espenmoos, Sankt Gallen Toeschouwers: 5.200 Scheidsrechter: Henry Devitte (ZWI) |

### 1913
|                                                                     |                |       |                                                             |                                                                                 |
| 9 maart Vriendschappelijk № 18 «onderlinge duels» 15:00 uur (UTC+1) | Zwitserland    | 1 – 4 | Frankrijk                                                   | Parc des Sports, Genève Toeschouwers: 5.000 Scheidsrechter: Henry Devitte (ZWI) |
| 9 maart Vriendschappelijk № 18 «onderlinge duels» 15:00 uur (UTC+1) | Ernst Rubli 7' |       | 13' Charles Montagne 16', 83' Albert Eloy 67' Raymond Dubly | Parc des Sports, Genève Toeschouwers: 5.000 Scheidsrechter: Henry Devitte (ZWI) |

|                                                                   |                |       |                                   |                                                                              |
| 4 mei Vriendschappelijk № 19 «onderlinge duels» 15:00 uur (UTC+1) | Zwitserland    | 1 – 2 | België                            | Stadion Landhof, Bazel Toeschouwers: 5.000 Scheidsrechter: Walter Sanß (GER) |
| 4 mei Vriendschappelijk № 19 «onderlinge duels» 15:00 uur (UTC+1) | Otto Märki 85' |       | 30' Sylva Brébart 85' Louis Saeys | Stadion Landhof, Bazel Toeschouwers: 5.000 Scheidsrechter: Walter Sanß (GER) |

|                                                                    |                |       |                                  | |
| 18 mei Vriendschappelijk № 20 «onderlinge duels» 16:00 uur (UTC+1) | Duitsland      | 1 – 2 | Zwitserland                      | Schwarzwald-Stadion, Freiburg im Breisgau Toeschouwers: 10.000 Scheidsrechter: Charles Barette (BEL) |
| 18 mei Vriendschappelijk № 20 «onderlinge duels» 16:00 uur (UTC+1) | Eugen Kipp 43' |       | 10' Pierre Collet 25' Otto Märki | Schwarzwald-Stadion, Freiburg im Breisgau Toeschouwers: 10.000 Scheidsrechter: Charles Barette (BEL) |

|                                                                      |                                     |       |             |                                                                                      |
| 2 november Vriendschappelijk № 21 «onderlinge duels» 14:30 uur (UTC) | België                              | 2 – 0 | Zwitserland | Stade du Panorama, Verviers Toeschouwers: 6.000 Scheidsrechter: Willem Eijmers (NED) |
| 2 november Vriendschappelijk № 21 «onderlinge duels» 14:30 uur (UTC) | Fernand Wertz 26' Fernand Nisot 85' |       |             | Stade du Panorama, Verviers Toeschouwers: 6.000 Scheidsrechter: Willem Eijmers (NED) |

### 1914
|                                                                   |                                        |       |                                             |                                                                                           |
| 8 maart Vriendschappelijk № 22 «onderlinge duels» 15:00 uur (UTC) | Frankrijk                              | 2 – 2 | Zwitserland                                 | Stade Bauer, Saint-Ouen-sur-Seine Toeschouwers: 4.000 Scheidsrechter: John Howcroft (ENG) |
| 8 maart Vriendschappelijk № 22 «onderlinge duels» 15:00 uur (UTC) | Émilien Devic 46' Maurice Gastiger 85' |       | 39' Georges Schreyer 88' Christian Albicker | Stade Bauer, Saint-Ouen-sur-Seine Toeschouwers: 4.000 Scheidsrechter: John Howcroft (ENG) |

|                                                                 |                   |       |               |                                                                                 |
| 5 april Vriendschappelijk № 23 «onderlinge duels» 15:30 (UTC+1) | Italië            | 1 – 1 | Zwitserland   | Stadio Marassi, Genua Toeschouwers: 9.000 Scheidsrechter: Charles Barette (BEL) |
| 5 april Vriendschappelijk № 23 «onderlinge duels» 15:30 (UTC+1) | Angelo Mattea 26' |       | 33' Paul Wyss | Stadio Marassi, Genua Toeschouwers: 9.000 Scheidsrechter: Charles Barette (BEL) |

|                                                                |             |                     |        |                                                                                      |
| 17 mei Vriendschappelijk № 24 «onderlinge duels» 15:00 (UTC+1) | Zwitserland | 0 – 1               | Italië | Des Landesausstellung, Bern Toeschouwers: 10.000 Scheidsrechter: Hubert Istace (BEL) |
| 17 mei Vriendschappelijk № 24 «onderlinge duels» 15:00 (UTC+1) |             | 26' Luigi Barbesino |        | Des Landesausstellung, Bern Toeschouwers: 10.000 Scheidsrechter: Hubert Istace (BEL) |

### 1915
|                                                                    |                                                              |       |                   |                                                                                          |
| 31 januari Vriendschappelijk № 25 «onderlinge duels» 15:00 (UTC+1) | Italië                                                       | 3 – 1 | Zwitserland       | Campo di Piazza d'Armi, Turijn Toeschouwers: 5.000 Scheidsrechter: Edoardo Pasteur (ITA) |
| 31 januari Vriendschappelijk № 25 «onderlinge duels» 15:00 (UTC+1) | Otto Fehlmann 2' (e.d.) Luigi Cevenini 42' Aldo Cevenini 54' |       | 13' Charles Comte | Campo di Piazza d'Armi, Turijn Toeschouwers: 5.000 Scheidsrechter: Edoardo Pasteur (ITA) |

### 1917
|                                                                         |             |                  |            |                                                                               |
| 23 december Vriendschappelijk № 26 «onderlinge duels» 14:30 uur (UTC+1) | Zwitserland | 0 – 1            | Oostenrijk | Stadion Landhof, Bazel Toeschouwers: 3.500 Scheidsrechter: John Forster (SUI) |
| 23 december Vriendschappelijk № 26 «onderlinge duels» 14:30 uur (UTC+1) |             | 72' Eduard Bauer |            | Stadion Landhof, Bazel Toeschouwers: 3.500 Scheidsrechter: John Forster (SUI) |

|                                                                         |                                      |       |                                 |                                                                         |
| 26 december Vriendschappelijk № 27 «onderlinge duels» 14:30 uur (UTC+1) | Zwitserland                          | 3 – 2 | Oostenrijk                      | Utogrund, Zürich Toeschouwers: 3.000 Scheidsrechter: John Forster (SUI) |
| 26 december Vriendschappelijk № 27 «onderlinge duels» 14:30 uur (UTC+1) | Robert Haas 6', 70' Werner Huber 87' |       | 8' Eduard Bauer 84' Josef Haist | Utogrund, Zürich Toeschouwers: 3.000 Scheidsrechter: John Forster (SUI) |

### 1918
|                                                                   |                                                                              |       |                    |                                                                         |
| 9 mei Vriendschappelijk № 28 «onderlinge duels» 16:30 uur (UTC+2) | Oostenrijk                                                                   | 5 – 1 | Zwitserland        | WAC-Platz, Wenen Toeschouwers: 15.000 Scheidsrechter: Ákos Fehéry (HUN) |
| 9 mei Vriendschappelijk № 28 «onderlinge duels» 16:30 uur (UTC+2) | Karel Wilda 26' Eduard Bauer 46', 75' Karel Koželuh 73' Johann Studnicka 77' |       | 53' Raymond Keller | WAC-Platz, Wenen Toeschouwers: 15.000 Scheidsrechter: Ákos Fehéry (HUN) |

|                                                                    |                                        |       |                    |                                                                                                  |
| 12 mei Vriendschappelijk № 29 «onderlinge duels» 17:00 uur (UTC+2) | Hongarije                              | 2 – 1 | Zwitserland        | Hungária Körúti Stadion, Boedapest Toeschouwers: 16.000 Scheidsrechter: Heinrich Retschury (AUT) |
| 12 mei Vriendschappelijk № 29 «onderlinge duels» 17:00 uur (UTC+2) | Alfréd Schaffer 57' Imre Schlosser 77' |       | 51' Raymond Keller | Hungária Körúti Stadion, Boedapest Toeschouwers: 16.000 Scheidsrechter: Heinrich Retschury (AUT) |

SFV · A-internationals · Selecties · Bondscoaches · Zwitsers vrouwenelftal · Olympisch elftal · Zwitserland U21 · Zwitserland U19 · Zwitserland U18 · Zwitserland U17 · Zwitserland U16 · Vrouwen U17
1905 – 1919 · 
1920 – 1929 · 
1930 – 1939 · 
1940 – 1949 · 
1950 – 1959 · 
1960 – 1969 · 
1970 – 1979 · 
1980 – 1989 · 
1990 – 1999 · 
2000 – 2009 · 
2010 – 2019 · 
2020 – 2029
EK's: 1996 · 
2004 · 
2008 · 
2016 · 
2020 · 
2024
WK's: 1934 · 
1938 · 
1950 · 
1954 · 
1962 · 
1966 · 
1994 · 
2006 · 
2010 · 
2014 · 
2018 · 
2022
OS: 1924 · 
1928 · 
2012
1905 · 
1906 · 1907 · 
1908 · 
1909 · 
1910 · 
1911 · 
1912 · 
1913 · 
1914 · 
1915 · 
1916 · 
1917 · 
1918 · 
1919 · 
1920 · 
1921 · 
1922 · 
1923 · 
1924 · 
1925 · 
1926 · 
1927 · 
1928 · 
1929 · 
1930 · 
1931 · 
1932 · 
1933 · 
1934 · 
1935 · 
1936 · 
1937 · 
1938 · 
1939 · 
1940 · 
1941 · 
1942 · 
1943 · 
1944 · 
1945 · 
1946 · 
1947 · 
1948 · 
1949 · 
1950 · 
1952 ·
1952 · 
1953 · 
1954 · 
1955 · 
1956 · 
1957 · 
1958 · 
1959 · 
1960 · 
1961 · 
1962 · 
1963 · 
1964 · 
1965 · 
1966 · 
1967 · 
1968 · 
1969 · 
1970 · 
1971 · 
1972 · 
1973 · 
1974 · 
1975 · 
1976 · 
1977 ·
1978 · 
1979 · 
1980 · 
1981 · 
1982 · 
1983 · 
1984 · 
1985 · 
1986 · 
1987 · 
1988 · 
1989 · 
1990 ·
1991 · 
1992 · 
1993 · 
1994 ·
1995 · 
1996 · 
1997 · 
1998 · 
1999 · 
2000 · 
2001 · 
2002 · 
2003 · 
2004 · 
2005 · 
2006 · 
2007 · 
2008 · 
2009 · 
2010 · 
2011 · 
2012 · 
2013 ·
2014 ·
2015 ·
2016 ·
2017 ·
2018 ·
2019 ·
2020 ·
2021 ·
2022
Albanië ·
Algerije · 
Andorra · 
Argentinië ·
Australië ·
Azerbeidzjan ·
België ·
Bolivia ·
Bosnië en Herzegovina ·
Brazilië ·
Bulgarije ·
Canada ·
Chili ·
China ·
Colombia ·
Costa Rica ·
Cyprus ·
Denemarken ·
DDR ·
Duitsland ·
Ecuador ·
Egypte ·
Engeland · 
Estland ·
Faeröer ·
Finland ·
Frankrijk ·
Georgië ·
Ghana ·
Gibraltar ·
Griekenland ·
Honduras ·
Hongarije ·
Hongkong ·
Ierland ·
IJsland ·
Israël ·
Italië ·
Ivoorkust ·
Jamaica ·
Japan ·
Joegoslavië ·
Kameroen ·
Kenia ·
Kosovo ·
Kroatië ·
Letland ·
Liechtenstein ·
Litouwen ·
Luxemburg ·
Malta ·
Marokko ·
Mexico ·
Moldavië ·
Montenegro ·
Nederland ·
Nigeria ·
Noord-Ierland ·
Noorwegen ·
Oekraïne ·
Oman ·
Oostenrijk ·
Panama ·
Peru ·
Polen ·
Portugal ·
Qatar ·
Roemenië ·
Rusland ·
Saarland ·
San Marino ·
Schotland ·
Servië ·
Slovenië ·
Slowakije ·
Sovjet-Unie · 
Spanje ·
Togo ·
Tsjechië ·
Tsjecho-Slowakije ·
Tunesië ·
Turkije ·
Uruguay ·
Venezuela ·
VA Emiraten ·
Verenigde Staten ·
Wales ·
Wit-Rusland ·
Zimbabwe ·
Zuid-Korea ·
Zweden
Albanië (2016) ·
Argentinië (2014) ·
Brazilië (2018) ·
Chili (2010) ·
Costa Rica (2018) ·
Ecuador (2014) ·
Frankrijk (2006) ·
Frankrijk (2014) ·
Frankrijk (2016) ·
Frankrijk (2021) ·
Honduras (2010) · 
Honduras (2014) · 
Italië (2021) · 
Oekraïne (2006) ·
Portugal (2008)  · 
Portugal (2022) · 
Roemenië (2016) · 
Servië (2018) ·
Spanje (2010) ·
Spanje (2021) ·
Togo (2006) ·
Tsjechië (2008) ·
Turkije (2008) ·
Turkije (2021) ·
Wales (2021) ·
Zuid-Korea (2006) ·
Zweden (2018)
België · Bohemen · Denemarken · Duitsland · Engeland · Finland · Frankrijk · Hongarije · Ierland · Italië · Luxemburg · Nederland · Noorwegen · Oostenrijk · Rusland · Schotland · Wales · Zweden · Zwitserland